# Leif (musikalbum)
Leif är ett musikalbum av Galenskaparna och After Shave från 1987 med originalmusiken ur filmen Leif. Det är släppt som kassettband, LP- och CD-skiva.

## Låtförteckning
Alla låtar är skrivna av Claes Eriksson om inget annat anges.
1. "Leifs ouvertyr" (Musik: Charles Falk) – 1:20
2. "Rotums paradmarsch" – 3:38 (sång: After shave, Galenskaparna och Orphei Drängar)
3. "Kväll i en svensk idyll" – 3:08 (sång: After Shave samt operasångare)
4. "Dröm om kärlek" – 4:17 (sång: Jan Gunér)
5. "Leif, vad har du gjort?" – 2:33 (sång: Jan rippe samt operasångare)
6. "Leifs sång" (utan sång) – 3:05
7. "Rotum rock" (Rotums Paradmarsch, rockversion) – 3:30 (sång: Lars Berndtsson)
8. "Det blir ingen operation" – 2:24 (sång: Anders Eriksson, kör: After Shave och Kerstin Granlund)
9. "Kanondag i Rotum" (Rotumsången) – 2:28 (sång: Jan Rippe samt operasångare)
10. "Rotums paradmarsch" (promenadversion) – 3:07
11. "Frid och fred och fröjd" – 1:16
12. "Leif, vad har du gjort?" (jaktversion) – 2:41
13. "Leifs sång" – 3:05 (sång: Knut Agnred, kör: övriga After Shave samt Kerstin Granlund och Anders Eriksson)

- Arrangemang: Charles Falk (1-13), Anders Widestrand (2, 9, 10), Den ofattbara orkestern (7)

## Medverkande musiker
- Den ofattbara orkestern: (3, 4, 5, 6, 8, 13)
  - Charles Falk - Keyboard, sång
  - Jan Gunér - Bas, ledande sång (4), sång
  - Lars Moberg - Gitarr, sång
  - Lars Berndtsson - Sång
  - Måns Abrahamsson - Trummor, sång
  - Andreas Bergman - Bas
  - Rotums musikkår (2, 9, 10)
  - Sven Fridolfsson - Saxofon (6, 13)
  - Magnus Johansson - Trumpet (8)
  - Gene De Vaughn - Trumpet (8)
  - Ralph Soovik - Trombon (8)
  - Imre Daun - Trummor (8)
- Rotumkvartetten: (3, 5, 9, 12)
  - Bertil Lindh - Violin
  - Thord Svedlund - Violin
  - Urban Ward - Cello
  - Bo Olsson - Viola

Samt:
- Musiker från Göteborgs Symfoniorkester (1, 6, 12, 13)
- Barnkör från Brunnsboskolan, Göteborg (dir: Anne Johansson) (9)
- Barnkör från Lillegårdsskolan och Ugglumsskola, Partille (dir: Otto Gunér) (9)
- Sångare ur Orphei Drängar (1, 9)

## Produktion
- Musikproducenter: Charles Falk och Claes Eriksson
- Skivomslag: Rolf Allan Håkansson
- Musik inspelad i: Studio Bohus, Kungälv och Polar Studios, Stockholm
- Tekniker: Lars "Dille" Diedricson och Åke Linton respektive Bernard Löhr
- Mixad på: Atlantis studio och EMI, Stockholm
- Tekniker: Jan Ugand respektive Rune Persson'
- Skivproduktion: AB Svensk Filmindustri och AB Kulturtuben/Gala-vax
- Distribution: Grammofon AB Electra
- Sång: Knut Agnred, Anders Eriksson, Jan Rippe, Jan Gunér, Lars Berndtsson, Kerstin Granlund, Claes Eriksson
- Kör: Per Fritzell, Peter Rangmar mfl